# 美國國家航空暨太空總署地球觀測站
美国国家航空航天局地球观测站（英語：NASA Earth Observatory）又稱美國宇航局地球觀測站、地球观测站，是美国国家航空航天局推出的一个在线網站，创建于1999年。美国航天局主要通過該網站向公众提供卫星图像和与气候以及环境有关的科学資訊。根据美国国会的授权，該網站由公共资金资助。截至2006年，美国航空航天局地球观测站已获得三次威比奖。截至2020年，該網站已发布超过16000张图片。